# Sören Tallhem
Sören Tallhem, född 16 februari 1964, är en svensk före detta svensk friidrottare (kulstötning).
Tallhem som tävlade för Matteuspojkarna och senare för Spårvägen var under flera år Sverige-etta i kulstötning. Han hade det svenska inomhusrekordet 21,24 m från 1985 fram till 2025 då Wictor Petersson stötte 21,49 meter. Utomhus har han som längst stött 20,91 samma år. Största framgången var vid OS-finalen i Los Angeles 1984, där han kom på en sjundeplats.
Efter avslutad karriär har han fungerat lite grann som mentor för Jimmy Nordin. De två har även gett ut en julskiva (Visor till jul) med egna jullåtar.

## Meriter
- OS 1984 - 7:e plats
- VM 1991 - utslagen i kval
- OS 1992 - 12:e plats
- EM 1994 - utslagen i kval
- EM 1998 - utslagen i kval

## Personliga rekord
| Utomhus - Kula: 20,91 (Austin, Texas USA 1 juni 1985) - Stående Kula: 19,25 (Tucson, Arizona USA 23 mars 1985) - Diskus: 56,77 (Tempe, Arizona USA 17 mars 1984) - Slägga: 66,14 (Tempe, Arizona USA 28 mars 1987) - Spjut: 75,42 (Austin, Texas USA 4 april 1986) - Spjut (äldre modell): 78,86 (San Diego, Kalifornien USA 7 april 1984) | Inomhus - Kula: 21,24 (Syracuse, New York USA 9 mars 1985) - Vikt: 19,53 (Provo, Utah USA 30 januari 1988) |

### Fotnoter
1. 1 2 3 4 5 6 7 8 9  Wiger 2006, s. 125.
2. ↑  ”Stora inne-SM 2002, resultat” (htm). Arkiverad från originalet den 13 december 2002. https://web.archive.org/web/20021213092936/http://m1.406.telia.com/~u40606160/ResultatISM.htm. Läst 14 april 2015.
3. ↑  ”Svenskt rekord i kula av Petersson: "Det är magiskt"”. friidrott.se. 22 februari 2025. https://www.friidrott.se/tavling-landslag/nyhetsarkiv-tavling-landslag/svenskt-rekord-i-kula-av-petersson-det-ar-magiskt/. Läst 23 februari 2025.
4. 1 2 3 4  ”Personsida på AllAthletics”. all-athletics.com. Arkiverad från originalet den 2 december 2016. https://web.archive.org/web/20161202234750/http://www.all-athletics.com/node/74550. Läst 2 december 2016.
5. 1 2 3  ”Personsida på IAAF:s webbplats”. iaaf.org]. https://www.iaaf.org/athletes/sweden/soren-tallhem-2834. Läst 2 december 2016.
6. 1 2 3 4  Holmberg 2009.